# Енотера червоночашечкова
Енотера червоночашечкова, перелет червоночашечковий (Oenothera glazioviana) — вид квіткових рослин родини онагрові (Onagraceae).

## Опис
Однорічна дворічна або багаторічна трав'яниста рослина зі слабо розгалуженим прямовисним стеблом, що досягає висоти зростання від 0.8 до 1.80 м. Стебла і стебла квітів волохаті, з великою кількістю волосся з темно-червоною плямою при основі. Зморшкувате листя довжиною до 15 сантиметрів. Квіти мають діаметр від 3.5 см до 6 см. Кожна квітка має чотири яскраво-жовті пелюстки до 5 сантиметрів в довжину, які коли в'януть від оранжевого до червоного кольору. На заході, квіти відкриваються одразу ж протягом декількох секунд, і вже на наступний ранок, вони втрачають свою свіжість і засихають. На наступний вечір відкриваються інші квіти. Самозапилення відбувається, коли квіти все ще закриті в зародку. Чашолисток завдовжки від 3 до 6 мм. Чашечка трубки помітно червонувата, довжиною від 3.5 см до 5 см. Плід — списоподібна коробочка завдовжки 2–3 сантиметри. Тисяча насінин важить близько 0.5 грамів.

## Поширення
Рослини роду Oenothera є рідними для Північної Америки і були введені в Європу в 1614 році в Падуанський ботанічний сад. Відтоді рослина культивується в Європі в приватних і громадських садах за її красу та характерне вечірнє цвітіння. Вид (або гібриди) широко натуралізований чи культивується по всьому світі. Зростає на багатих азотом ґрунтах, наприклад, на узбіччях, пустирях, у відкритих полях і вздовж струмків.

## Галерея

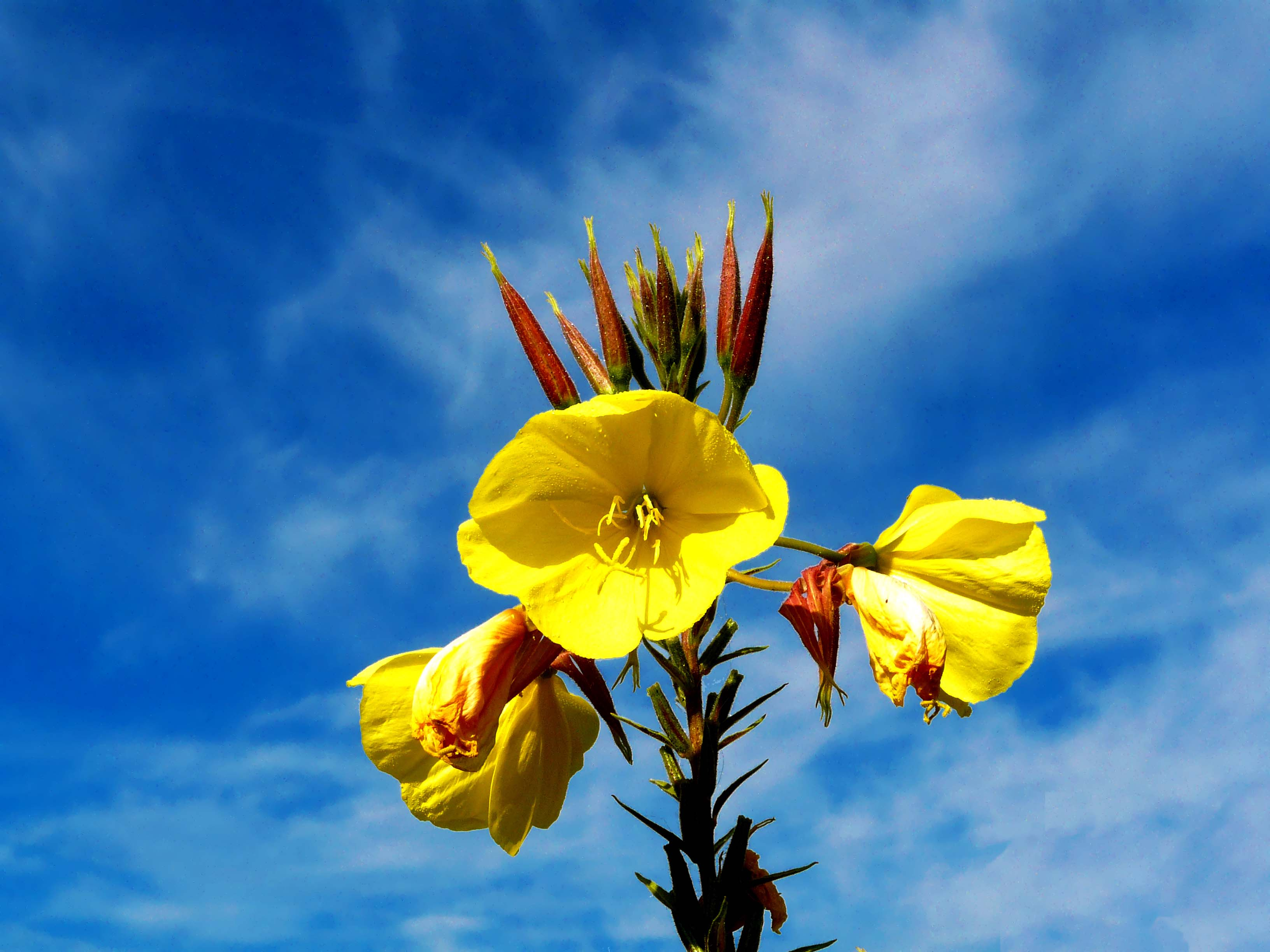
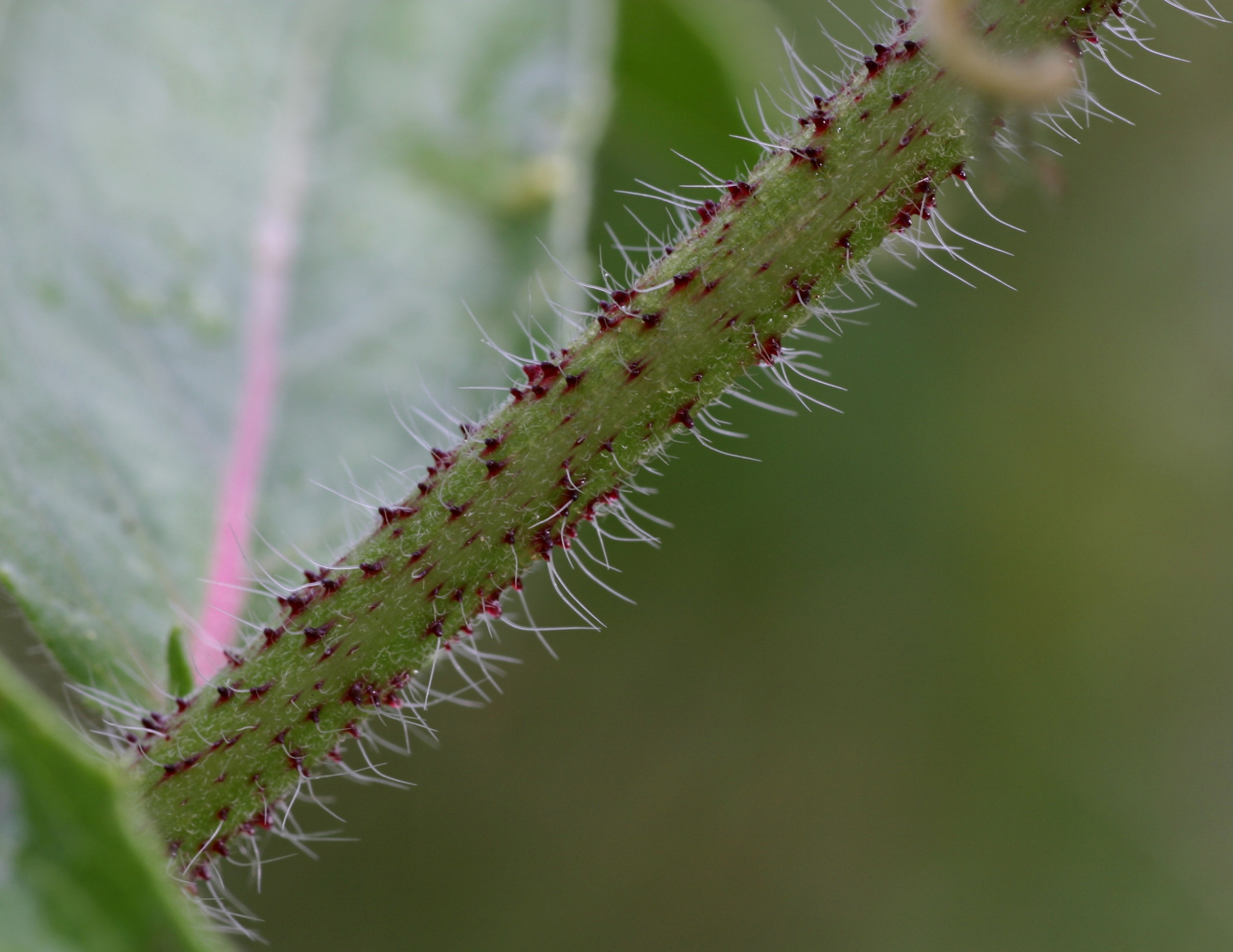